# Auguste Garrebeek
Auguste Garrebeek, född 10 januari 1912 i Dworp, död 20 oktober 1973 i Asse, var en belgisk tävlingscyklist.
Garrebeek blev olympisk bronsmedaljör i laglinjeloppet vid sommarspelen 1936 i Berlin.